# Verdun (videogioco)
Verdun è un videogioco multigiocatore sparatutto in prima persona ambientato durante la prima guerra mondiale sviluppato dagli studi indipendenti M2H e Blackmill Games. Pubblicato il 28 aprile 2015 per computer sulla piattaforma Steam dopo essere stato disponibile in accesso anticipato per oltre un anno, in seguito viene distribuito anche per PlayStation 4 (il 30 agosto 2016) e per Xbox One (l'8 marzo 2017).
Il titolo è ispirato alla battaglia di Verdun, combattuta nel 1916 nell'omonima località francese tra l'Impero tedesco e la Terza Repubblica francese. Le mappe giocabili (Aisne, Argonne, Artois, Champagne, Fiandre, Fort Douaumont, Piccardia, Saint Mihiel e Vosgi) sono basate sui campi di battaglia realmente esistiti del fronte occidentale ed anche armi, uniformi e attrezzature sono state ricreate fedelmente. Verdun utilizza il motore grafico Unity per funzionare.
Il 16 novembre 2017 è stato pubblicato Tannenberg, espansione stand-alone del gioco ambientata sul fronte orientale.

## Modalità di gioco
Verdun è un titolo multigiocatore a squadre, con partite che possono ospitare fino a 64 giocatori. Vi sono quattro modalità di gioco: Linee del Fronte, Guerra di Logoramento, Deathmatch con Fucili, e Difesa del Plotone.
- Linee del Fronte:
in questa modalità i giocatori possono scegliere di schierarsi a favore di una delle due fazioni della prima guerra mondiale, l'Intesa o gli imperi centrali. I giocatori, divisi in sotto-squadre da quattro membri, hanno il compito di combattere al fronte attaccando le trincee nemiche e conquistandone i settori. Rimanendo fedele alla guerra d'attrito tipica del tempo, le squadre attaccano le linee nemiche e difendono il proprio fronte a turni. L'obiettivo è quello di conquistare il quartier generale nemico.
- Guerra di Logoramento:
i due schieramenti, gli alleati e gli Imperi Centrali, iniziano con un certo numero di rinforzi. Quest'ultimi, che sono il numero di uomini disponibili al combattimento, sono rappresentati da un ticket. Ogni volta che un giocatore viene ucciso sul campo di battaglia e rinasce, sottrae un ticket alla propria fazione. L'obiettivo della modalità è di azzerare i ticket della squadra avversaria, e quindi ridurre a zero le sue forze.
- Deathmatch con Fucili:
Modalità tutti contro tutti competitiva, dove i giocatori sono armati esclusivamente di fucile. Uccidendo gli avversari i giocatori possono guadagnare punti esperienza, che possono essere spesi per acquistare miglioramenti come mirini telescopici e baionette.
- Difesa del Plotone:
i giocatori sono inseriti, nel numero massimo di 4, in una delle 16 sotto-squadre, ed hanno il compito di difendere le trincee da ondate di nemici controllati dall'IA.

## Sviluppo
La versione beta per il pubblico è stata distribuita il 9 giugno 2013. Pochi giorni dopo, il 28 giugno 2013, il gioco è stato pubblicato su Steam Greenlight; e sempre nel 2013, il 19 settembre, Verdun è passato in Steam Early Access. Dopo più di un anno di accesso anticipato, è stato pubblicato il 28 aprile 2015 sulla stessa piattaforma. Dalla distribuzione su Steam, gli sviluppatori hanno continuato a supportare il gioco tramite espansioni gratuite.
Il 14 luglio 2016 è stato annunciato il lancio del gioco per PlayStation 4 e Xbox One, programmato per il 30 agosto 2016. Tuttavia, il 24 agosto dello stesso anno gli sviluppatori del gioco hanno annunciato un ritardo per la versione Xbox (uscita poi quasi un anno più tardi), mentre la versione PlayStation non avrebbe ricevuto rallentamenti.
Nel maggio 2017 è stato annunciato l'arrivo di Tannenberg, espansione stand-alone che vede come protagonisti l'armata russa e gli imperi centrali. Il titolo, che mantiene tutte le meccaniche di Verdun, è caratterizzato dagli scenari tipici del fronte orientale, un nuovo arsenale storico e il supporto a battaglie da 64 giocatori.
Tra la fine del 2020 e inizio del 2021 è stata programmata l'uscita di Isonzo, ulteriore espansione stand-alone che consente al giocatore di combattere parteggiando per il Regno d'Italia o per l'Impero Austro-Ungarico nei pressi dell'omonimo fiume italiano. Dopo un rinvio, la data di uscita del nuovo sparatutto è poi stata il 13 settembre 2022.

## Accoglienza
Il gioco ha ricevuto un'accoglienza perlopiù positiva per la versione PC, ricevendo 70/100 sull'aggregatore di recensioni Metacritic e un indice del 74% di gradimento su GameRankings. I punti di forza del titolo sono l'accuratezza storica di scenari, armi ed equipaggiamenti, e la crudità realistica di amputazioni e smembramenti.
Per la versione PlayStation 4 il titolo viene accolto più negativamente ricevendo voti di 56/100 e 56% sui rispettivi aggregatori. La versione Xbox One è stata accolta ancora più aspramente, con un complessivo Metacritic di 46/100, complice la scarsa resa dell'accuratezza grafica, inferiore alla media dell'epoca.
Il gioco ha anche vinto diversi premi tra cui: IndieDB Editors Choice; Miglior Multigiocatore 2015, Premio Best Economic Achievement 2015, Premio Control Industry 2015, il premio NWTV; Miglior gioco olandese del 2014 e classificato 5° Miglior Gioco Indie del 2014 secondo la comunità IndieDB.